# Sándor Tatár
Sándor Tatár (* 25. April 1962 in Budapest) ist ein ungarischer Dichter und Übersetzer.

## Leben
Tatár studierte bis 1988 Germanistik in Budapest und promovierte 2000.
Tatár lebt mit Frau und Sohn in Törökbálint. Er arbeitet als Bibliothekar in der Bibliothek der Ungarischen Akademie der Wissenschaften. Er übersetzt Lyrik, erzählerische Texte und Essays aus dem Deutschen ins Ungarische.
Er ist Gründungsmitglied des Vereins der ungarischen literarischen Übersetzer, Mitglied von „Szépírók Társasága/Gesellschaft der Fiction-Autoren“ und seit 2009 Mitglied der europäischen Autorenvereinigung Die Kogge.

## Auszeichnungen
- 2009: Alfred-Müller-Felsenburg-Preis für aufrechte Literatur (zusammen mit Paul Alfred Kleinert)
- 2010: Attila-József-Preis
- 2012: Salvatore-Quasimodo-Preis[2]

## Werke
Eigene Werke
- Végtelenül egyszerű lenne minden. Gedichte. Tevan, Békéscsaba 1990.
- A szénszünetre eljött a nyár. Gedichte. Balassi Kiadó, Budapest 1999, ISBN 963-506-281-8.
- Requiem. Gedichte. Kalligram, Poszony 2006, ISBN 80-7149-899-8.
- A végesség kesernyés v... / Endlichkeit mit bittrem Trost. Gedichte, zweisprachig. Engelsdorfer Verlag, Leipzig 2006, ISBN 3-939404-50-0.
- Bejáró művész. Gedichte. Orpheusz, Budapest 2007, ISBN 978-963-9764-01-9.
- mit Paul Alfred Kleinert: Hollóvetés / Raabensaat. Gedichte, zweisprachig. Berlin 2009.
- Der Tod ist groß. Gedicht, zweisprachig. In: Von Gyula Illyés bis Sándor Tatár in Übertragungen von Paul Kárpáti. hrsg. von Kleinert. Internationaler Franz Fühmann Freundeskreis, Berlin 2018.
- Haalaadaas. Gedichte, Pesti Kalligram KFT., Budapest 2021, ISBN 978-963-468-261-5.

Übersetzungen / Nachdichtungen (Auswahl)
- Hugo von Hofmannsthal: Az árnyék nélküli asszony (dt. Die Frau ohne Schatten.) Európa Könyvk, Budapest 2004, ISBN 963-07-7559-X.
- Alexander Lernet-Holenia: Bagge báró (dt. Der Baron Bagge). Nagyvilág Kiadó, Budapest 2007, ISBN 978-963-86-6029-9.
- Paul Alfred Kleinert: Manchmal – Olykor. (bilinguale Ausgabe) Argumentum Kiadó, Budapest 2008 und Leopold Brachmann Verlag, Wien 2008, ISBN 978-963-446-468-6.
- Siegfried Lenz: Gyászperc (dt. Schweigeminute.) Európa Könyvk, Budapest 2010, ISBN 978-963-07-8921-9.
- Paul Alfred Kleinert um die fünfzig – koło pięćdziesiątki – ötven felé (Gedichte, mit polnischen und ungarischen Übertragungen von M. Jakubów and S. Tatár), Argumentum, Budapest 2010, ISBN 978-963-446-558-4.
- Ludwig Tieck: Az élet fényűző bősége (dt. Die schönsten Märchen.) Argumentum, Budapest 2014, ISBN 978-963-446-711-3.
- Anna Kim: Jéggé dermedt idő (dt. Die gefrorene Zeit.) Jelenkor, Budapest 2016, ISBN 978-963-676-548-4.